# Audi A5
L'Audi A5 è un'autovettura di segmento D prodotta dalla casa automobilistica tedesca Audi a partire dal 2007, in due generazioni, come erede della Audi Coupé.

## Il contesto

### Prima serie (8T, 2007-2016)
Introdotta sul mercato nel 2007 in versione coupé e successivamente nel 2009 come cabriolet e berlina fastback a 5 porte, la prima generazione è stata costruita sulla piattaforma MLB, con base tecnica a motore anteriore installato longitudinalmente, sul quale dal 2008 è stata costruita anche Audi A4. Da quest'ultima la A5 riprende gran parte delle parti e componenti meccaniche, nonché anche la gamma motori da questo, incluso i modelli sportivi S5 e RS5.
La variante coupé (nome in codice Type 8T) della prima generazione della A5 è stata presentata nel marzo 2007 al Salone di Ginevra. La A5 è la prima coupé di medie dimensioni prodotta dalla Audi dai tempi della Audi Coupé B3, costruita fino al 1996. Alla coupé ha fatto seguito nel 2009 la cabriolet che ha sostituito l'Audi A4 cabriolet e poi la berlina a cinque porte chiamata A5 Sportback. La prima generazione è stata prodotta in due stabilimenti differenti. Mentre la coupé e la variante berlina, compresi i modelli S5/RS5, uscivano dalla catena di montaggio di Ingolstadt, tutte le versioni cabriolet venivano prodotte nello stabilimento di Neckarsulm.

### Seconda serie (F5, 2016-2024)
La seconda generazione (nome in codice Type F5), realizzata sulla nuova piattaforma MLBevo, viene presentata nella versione coupé nel giugno 2016 e nella variante Sportback nell'ottobre 2016, venendo assemblata solo a Ingolstadt. La cabriolet è stata presentata a novembre 2016.

### Terza serie (B10, dal 2024)
La terza generazione (nome in codice B10) è stata presentata il 16 luglio 2024 nelle varianti berlina e station wagon (Avant). Primo modello della Casa a essere sviluppato sulla nuova piattaforma Premium Platform Combustion (PPC), va a sostituire contemporaneamente la seconda generazione dell'Audi A5 Sportback e la quinta generazione dell'Audi A4, inaugurando di fatto il nuovo criterio di denominazione per i modelli Audi secondo cui le cifre pari sono destinate alle vetture elettriche mentre quelle dispari alle vetture con motore a combustione.

## Galleria fotografica
|            | Audi A5 8T | Audi A5 F5 | Audi A5 B10 |
| ---------- | ---------- | ---------- | ----------- |
| Produzione | 2007-2016  | 2016-2024  | Dal 2024    |
| Coupé      |            |            | /           |
| Cabriolet  |            |            | /           |
| Sportback  |            |            |             |